# Streptocephalus rothschildi
Streptocephalus rothschildi är en kräftdjursart som beskrevs av Daday 1908. Streptocephalus rothschildi ingår i släktet Streptocephalus och familjen Streptocephalidae. Inga underarter finns listade i Catalogue of Life.